# Jasmine Estates (Floride)
Jasmine Estates est une census-designated place du comté de Pasco, dans l'État de Floride, aux États-Unis,. En 2020, elle compte une population de 21 525 habitants.